# Pentarhopalopilia marquesii
Pentarhopalopilia marquesii là một loài thực vật có hoa trong họ Opiliaceae. Loài này được (Engl.) Hiepko mô tả khoa học đầu tiên năm 1987.